# Épothémont
Épothémont est une commune française, située dans le département de l'Aube en région Grand Est.

## Géographie

### Localisation
| Maizières-lès-Brienne | Vallentigny | Longeville-sur-la-Laines Haute-Marne |
| Juzanvigny            | Épothémont  | Rives-Dervoises Haute-Marne          |
| Crespy-le-Neuf        | Morviliers  | La Ville-aux-Bois                    |

### Hydrographie
La commune est dans la région hydrographique « la Seine de sa source au confluent de l'Oise (exclu) » au sein du bassin Seine-Normandie. Elle est drainée par la Brevonne, les Noues d'Amance, le Fossé 01 de l'Étang de la Barrière, le Fossé 01 de l'Étang de l'Aulnaie, le Fossé 01 de l'Étang Jeannin et le Fossé 01 des Grands Usages,.
La Brevonne, d'une longueur de 28 km, prend sa source dans la commune de Lévigny et se jette  dans la Voire à Rances, après avoir traversé douze communes. 
Les Noues d'Amance, d'une longueur de 19 km, prend sa source dans la commune de Fuligny et se jette  dans la Laines à Vallentigny, après avoir traversé huit communes. 

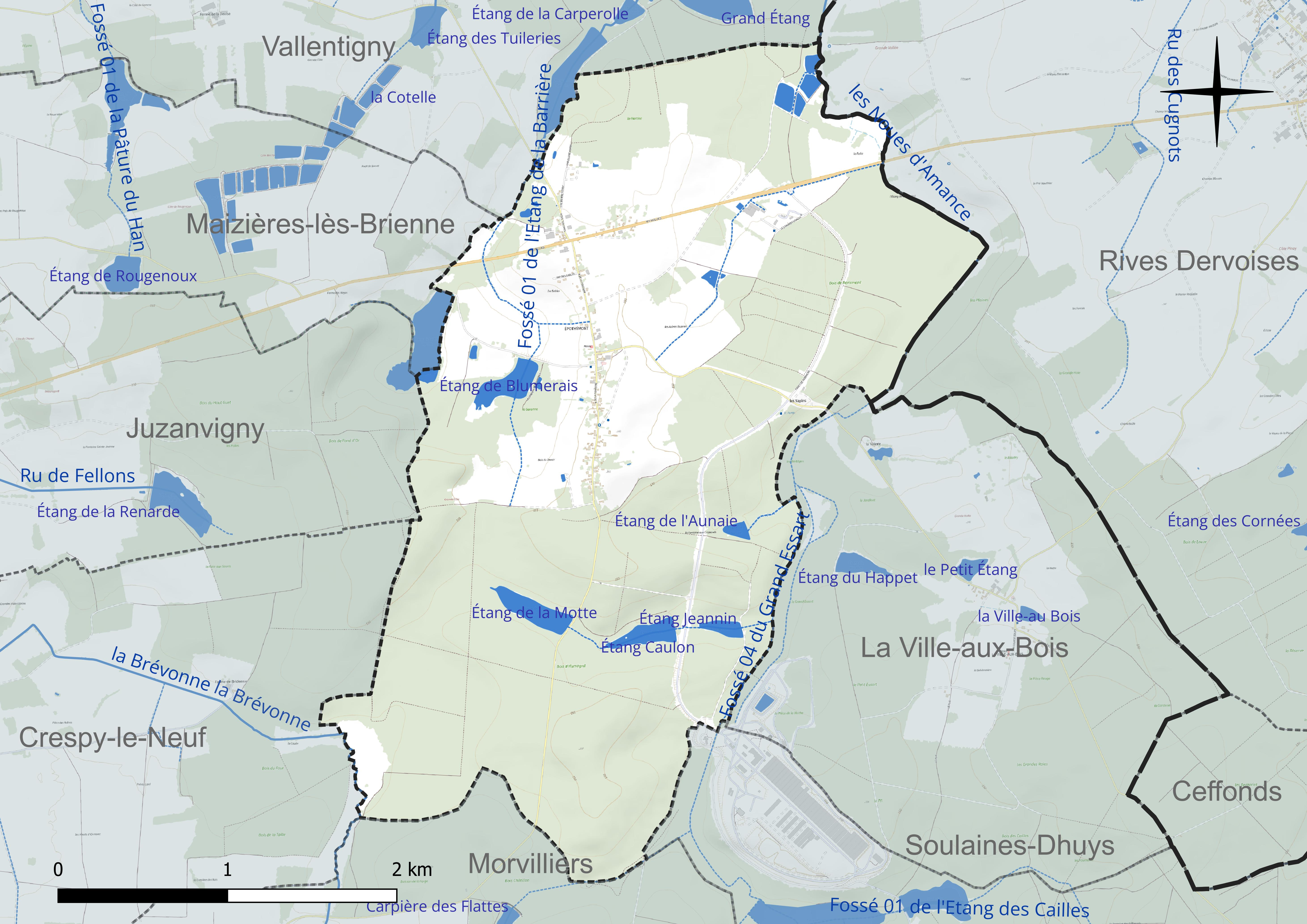
Réseau hydrographique d'Épothémont.

Six plans d'eau complètent le réseau hydrographique : l'étang Caulon (3,8 ha), l'étang de Blumerais (5,2 ha), l'étang de la Motte (5,3 ha), l'étang de l'Aunaie (1,1 ha), l'étang du Grand Verdat, d'une superficie totale de 10,5 ha (0,9 ha sur la commune) et l'étang Jeannin (1,7 ha),.

### Climat
Pour des articles plus généraux, voir Climat du Grand Est et Climat de l'Aube.
En 2010, le climat de la commune est de type climat des marges montargnardes, selon une étude du Centre national de la recherche scientifique s'appuyant sur une série de données couvrant la période 1971-2000. En 2020, Météo-France publie une typologie des climats de la France métropolitaine dans laquelle la commune est exposée à un climat océanique altéré et est dans la région climatique  Lorraine, plateau de Langres, Morvan, caractérisée par un hiver rude (1,5 °C), des vents modérés et des brouillards fréquents en automne et hiver. 
Pour la période 1971-2000, la température annuelle moyenne est de 10,5 °C, avec une amplitude thermique annuelle de 16,1 °C. Le cumul annuel moyen de précipitations est de 784 mm, avec 11,6 jours de précipitations en janvier et 8,5 jours en juillet. Pour la période 1991-2020, la température moyenne annuelle observée sur la station météorologique de Météo-France la plus proche, « Soulaines », sur la commune de Soulaines-Dhuys à 7 km à vol d'oiseau, est de 11,2 °C et le cumul annuel moyen de précipitations est de 776,4 mm. 
La température maximale relevée sur cette station est de 41,9 °C, atteinte le 25 juillet 2019 ; la température minimale est de −19,1 °C, atteinte le 2 janvier 1997,,. 
Les paramètres climatiques de la commune ont été estimés pour le milieu du siècle (2041-2070) selon différents scénarios d'émission de gaz à effet de serre à partir des nouvelles projections climatiques de référence DRIAS-2020. Ils sont consultables sur un site dédié publié par Météo-France en novembre 2022.

## Urbanisme

### Typologie
Au 1er janvier 2024, Épothémont est catégorisée commune rurale à habitat dispersé, selon la nouvelle grille communale de densité à 7 niveaux définie par l'Insee en 2022.
Elle est située hors unité urbaine. Par ailleurs la commune fait partie de l'aire d'attraction de Brienne-le-Château, dont elle est une commune de la couronne,. Cette aire, qui regroupe 30 communes, est catégorisée dans les aires de moins de 50 000 habitants,.

### Occupation des sols
L'occupation des sols de la commune, telle qu'elle ressort de la base de données européenne d’occupation biophysique des sols Corine Land Cover (CLC), est marquée par l'importance des forêts et milieux semi-naturels (68,1 % en 2018), en augmentation par rapport à 1990 (67 %). La répartition détaillée en 2018 est la suivante : 
forêts (60,6 %), prairies (14,7 %), terres arables (8 %), milieux à végétation arbustive et/ou herbacée (7,6 %), zones agricoles hétérogènes (5,8 %), zones urbanisées (3,2 %), zones industrielles ou commerciales et réseaux de communication (0,1 %). L'évolution de l’occupation des sols de la commune et de ses infrastructures peut être observée sur les différentes représentations cartographiques du territoire : la carte de Cassini (XVIIIe siècle), la carte d'état-major (1820-1866) et les cartes ou photos aériennes de l'IGN pour la période actuelle (1950 à aujourd'hui).

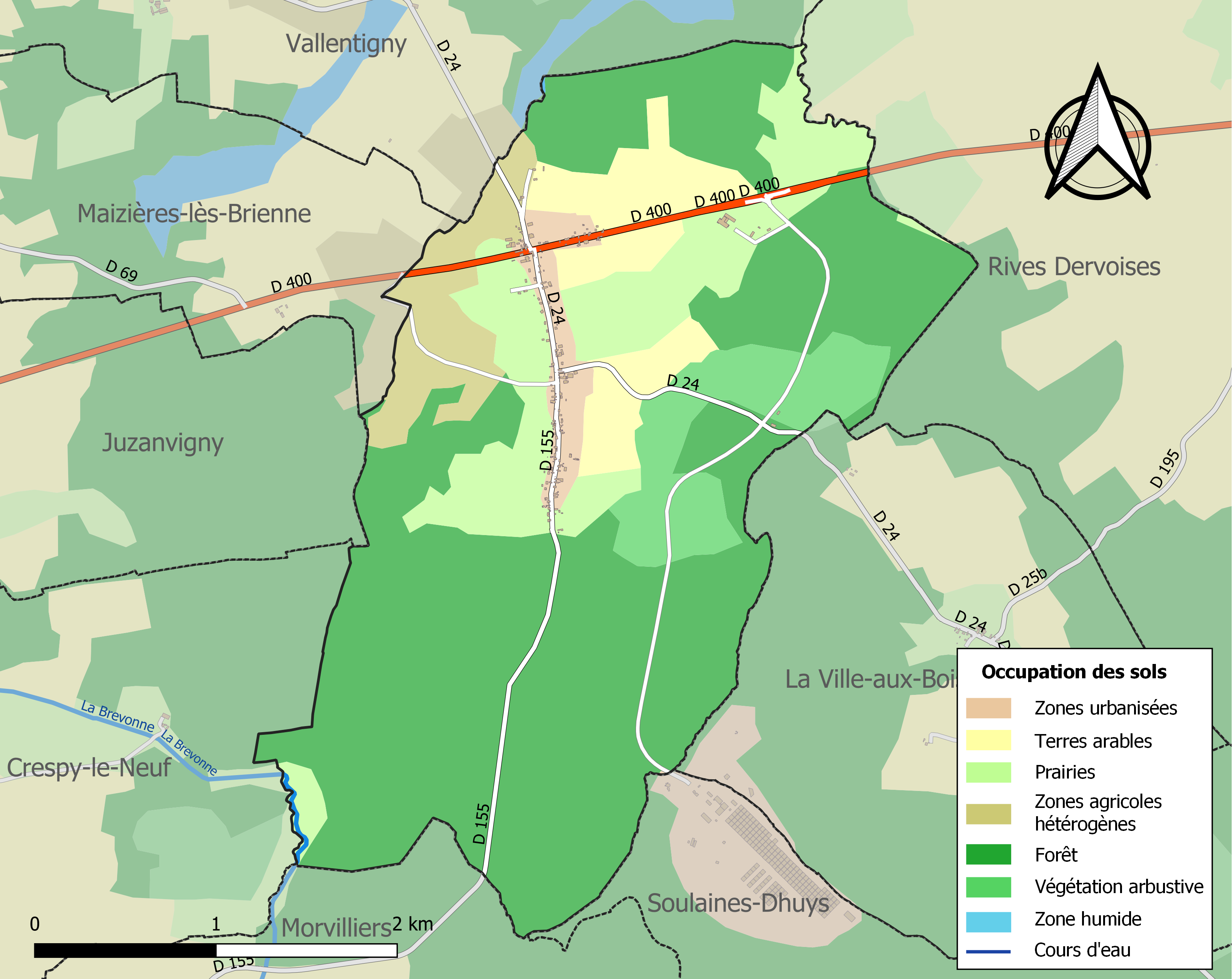
Carte des infrastructures et de l'occupation des sols de la commune en 2018 (CLC).

## Histoire
Le village est connu au Moyen Âge sous le nom d'Epotemuntum.

## Politique et administration
| Période                                  | Période  | Identité                                        | Étiquette | Qualité |
| ---------------------------------------- | -------- | ----------------------------------------------- | --------- | ------- |
| mars 2001                                | 2008     | Gilles Gerard                                   |           |         |
| mars 2008                                | En cours | François Matrion Réélu pour le mandat 2020-2026 | DVD       | Employé |
| Les données manquantes sont à compléter. |          |                                                 |           |         |

## Démographie
L'évolution du nombre d'habitants est connue à travers les recensements de la population effectués dans la commune depuis 1793. Pour les communes de moins de 10 000 habitants, une enquête de recensement portant sur toute la population est réalisée tous les cinq ans, les populations de référence des années intermédiaires étant quant à elles estimées par interpolation ou extrapolation. Pour la commune, le premier recensement exhaustif entrant dans le cadre du nouveau dispositif a été réalisé en 2005.

En 2022, la commune comptait 154 habitants, en évolution de −13,97 % par rapport à 2016 (Aube : +0,7 %, France hors Mayotte : +2,11 %).
| 1793 | 1800 | 1806 | 1821 | 1831 | 1836 | 1841 | 1846 | 1851 |
| ---- | ---- | ---- | ---- | ---- | ---- | ---- | ---- | ---- |
| 117  | 208  | 223  | 223  | 300  | 306  | 313  | 348  | 345  |

| 1856 | 1861 | 1866 | 1872 | 1876 | 1881 | 1886 | 1891 | 1896 |
| ---- | ---- | ---- | ---- | ---- | ---- | ---- | ---- | ---- |
| 358  | 360  | 369  | 338  | 320  | 323  | 289  | 277  | 283  |

| 1901 | 1906 | 1911 | 1921 | 1926 | 1931 | 1936 | 1946 | 1954 |
| ---- | ---- | ---- | ---- | ---- | ---- | ---- | ---- | ---- |
| 279  | 257  | 233  | 177  | 177  | 133  | 164  | 179  | 176  |

| 1962 | 1968 | 1975 | 1982 | 1990 | 1999 | 2005 | 2006 | 2010 |
| ---- | ---- | ---- | ---- | ---- | ---- | ---- | ---- | ---- |
| 195  | 181  | 152  | 142  | 163  | 175  | 165  | 160  | 177  |

| 2015 | 2020 | 2022 | - | - | - | - | - | - |
| ---- | ---- | ---- | - | - | - | - | - | - |
| 183  | 160  | 154  | - | - | - | - | - | - |

## Culture locale et patrimoine

### Lieux et monuments
- Église Saint-Quentin d'Épothémont.